# Tephrosia decumbens
Tephrosia decumbens är en ärtväxtart som beskrevs av George Bentham. Tephrosia decumbens ingår i släktet Tephrosia och familjen ärtväxter. Inga underarter finns listade i Catalogue of Life.